# Heraclia elongata
Heraclia elongata är en fjärilsart som beskrevs av Max Bartel 1903. Heraclia elongata ingår i släktet Heraclia och familjen nattflyn. Inga underarter finns listade i Catalogue of Life.